# Вилуплення (фільм)
Вилуплення (фін. Pahanhautoja) — фінський психологічний боді-хоррор 2022 року, знятий режисеркою Ганною Бергхольм, сценаристом Ільї Рауці та в головних ролях Сіірі Солалінна, Софія Хейккіля, Яні Воланен, Рейно Нордін і Сайя Лентонен. Прем'єра відбулася 23 січня 2022 року на кінофестивалі Sundance 2022, а в кінотеатрах і в потоковому режимі — 29 квітня 2022 року. Він отримав Гран-прі та Прі молодого журі на Міжнародному фестивалі фантастичного кіно в Жерармері 2022.
У центрі фільму — Тінджа, молода гімнастка, яка відчайдушно намагається догодити своїй матері, жінці, одержима бажанням представити світу образ ідеальної сім'ї через свій популярний блог. Одного разу Тінджа знаходить таємниче яйце, яке вона вирішує принести додому. Коли воно вилуплюється, вона називає істоту всередині «Аллі» і піклується про неї, поки вона стає двійником, який діє на пригнічені емоції Тінджа.

## Сюжет
12-річна Тінджа займається гімнастикою, заняттям, яке їй нав'язала мати, колишня фігуристка. Мати — впливова особа, яка веде популярний блог, присвячений стилю життя середньостатистичної фінської сім'ї. Після того, як вона кличе батька та їх маленького сина Матіаса приєднатися до них для зйомки відео, у вікно влітає ворона та руйнує вітальню. Тінджа обережно ловить ворону, щоб випустити її на вулицю, але мати просить принести її їй. Тінджа погоджується, і мати ламає вороні шию. Засмучена Тінджа викидає ворону в смітник, не помічаючи, що вона все ще рухається. Згодом вона зустрічає нову сусідку, дівчину на ім'я Реетта та її французького бульдога. Тієї ночі Тінджа прокидається від каркання. Вона знаходить тяжко поранену ворону в лісі і багато разів розчавлювала її каменем, доки тіло ворони не загинули до смерті. Зробивши це, вона помічає яйце — ймовірно саме воно було причиною того, що ворона повернулася туди. Відчуваючи провину за те, що залишила його без матері, Тінджа приносить яйце додому та висиджує його під подушкою, а пізніше, коли воно виросте, у опудалі тварини.
На тренуванні Тінджі важко, але її підбадьорює тренер, який каже їй, що якщо вона покращиться, вона зможе брати участь у майбутніх змаганнях. Коли Тінджа повертається додому, вона застає матір в інтимних обіймах з іншим чоловіком. Мати представляє його як Теро, пізніше пояснюючи свої дії тим, що їй потрібно щось зробити для себе. На наступному тренуванніо до Тінджі приєднується Реетта. Вона виявляється дуже талановитою. Це змушує матір тиснути на Тінджу, щоб вона займалася доти, доки її рука не покриється пухирями та не почне кровоточити. Тієї ночі Тінджа гладить яйце своєю пораненою рукою.
Невдовзі з яйця вилуплюється дивна скелетна істота, схожа на пташеня. Тінджа ховається, поки істота не втікає через її вікно. Але наступного вечора істота повертається, маючи травму від уламка розбитого скла. Тінджа знімає скло й омиває істоту, ненавмисно викликаючи гнів Матіаса, коли вона не пускає його у ванну. Вона називає істоту Аллі і дозволяє їй спати під її ліжком. Коли Тінджа спить, її дратує гавкіт собаки Ретти, і вона мріє вистрибнути у вікно та піти до іншого будинку. Прокинувшись, вона побачила Аллі з подарунком — обезголовленим трупом собаки. Коли це викликає блювоту дівчинки, Аллі це їсть так, як пташенята ідять відригнуту їжу батьків. Тінджа ховає Аллі в шафі для одягу, а труп собаки на клумбі, не знаючи, що Матіас стежить за нею.
У школі Тінджа та Реетта починають дружити, навіть разом розклеюють плакати для зниклої собаки. Того вечора, коли мати дає Тінджі гребінець і нічого не дає Матіасу, брат сердиться і викопує труп собаки, звинувачуючи Тінджу. Потім Матіас пробирається в кімнату Тінджі в масці, щоб спробувати дізнатися, що під ліжком. Аллі зі страху розрізає маску. Внизу у Тінджі починається судомний напад, що вказує на те, що вони психічно пов'язані. Мати перевіряє кімнату Тінджі та знаходить її порізане спортивне вбрання, але їй не вдається знайти Аллі, яка ховається. Пізніше Тінджа їсть пташине насіння і відригує його, щоб нагодувати Аллі, помітивши, що у істоти росте волосся. Тієї ночі Аллі досліджує будинок, лякаючи Матіаса та матір, яка мало не нападає на нього з ножем. Він каже їй, що Тінджа — монстр, але мати відкидає це як кошмар.
Наступного дня, коли Реетта виграє місце на змаганнях, мати виявляє незадоволення. Відчувши нещастя Тінджі, Еллі виривається з комірчини, де дівчина ув'язнила істоту, і жорстоко нападає на Реетту, коли та поверталася додому, а у Тінджі знову трапляється напад. Тінджа знаходить дзьоб Аллі і розуміє, що істота починає бути схожою на неї. Пізніше Тінджа приносить Ретті квіти, але нажахана тяжкості її травм і ампутованою лівою рукою. Коли Реетта бачить її, вона кричить, поки Тінджа не втікає. Тінджа повертається додому і карає Аллі, даючи собі ляпаса, знаючи, що ляпаси зашкодять Аллі. Аллі втішає її, притискаючи до грудей, поки вона плаче. Вранці Аллі виглядає цілком людиною, за винятком зіниць.
Коли Реетту госпіталізували, Тінджа отримує місце на змаганнях. Мати пропонує їй і Тінджа залишитися з Теро, щоб зняти стрес Тінджі перед змаганнями. Батько каже, що знає про Теро, і каже, що поважає матір за те, що вона знає, чого вона хоче, незважаючи на жалюгідний вигляд. У Теро Тінджа дізнається, що він вдівець і має немовля на ім'я Гелмі. Проводячи час з Теро, Тінджа починає радіти, оскільки Теро не потрібно, щоб його життя було або виглядало ідеальним. На жаль, коли Тінджа годує Аллі, блюючи, Теро втручається, і істота атакує його, поранивши йому руку. Незважаючи на це, він прощає Тінджу і покриває її, підозрюючи, що вона насправді не хоче змагатися чи бути гімнасткою. Коли мати метушиться через Гелмі і викликає ревнощі Тінджі, вона починає боятися, що на них нападе Аллі, поки її немає, але не може переконати маму дозволити їм відвідати змагання.
На заході мама записує виступ Тінджі для свого блогу. Коли Тінджа починає свою рутину, вона зв'язується з Аллі, яка взяла сокиру Теро, щоб убити Гелмі. Тінджа саботує себе і падає, пошкоджуючи зап'ястя, що зупиняє Аллі. Теро, який був свідком нападу Аллі, виганяє їх, кажучи матері, що Тінджа має серйозні проблеми. Перед тим, як вони пішли, мати врізається головою в кермо, кричить і заливає собі кров, звинувачуючи Тінджу в тому, що вона зруйнувала її щастя. Вдома тато ігнорує закривавлений ніс матері, потім мати цілує його в губи, незважаючи на закривавлений ніс. Матіас спускається вниз і радіє програшу Тінджі на змаганнях. Тінджа намагається не дати Аллі повернутися додому, виштовхаючи її з вікна спальні. Батько бачить Аллі і приймає її за Тінджу, але йде, коли Аллі відповзає за кущ. Тінджа бачить, як мати записує оновлення про те, чому вона перервала свою пряму трансляцію на змаганнях. Потім Тінджа обіцяє матері, що їй стане краще. Пізніше Мати знаходить, на її думку, Тінджу, що тулиться в шафі, і насильно розчісує її волосся, не підозрюючи, що це насправді Аллі. Жорстоко вириваючи щіткою шматок волосся Аллі, Аллі нападає на неї. Тінджа втручається, і Аллі тікає, кричачи так голосно, що її щелепи розриваються.
Тінджа пояснює, що останній хаос виник через Аллі. Коли батько та Матіас повертаються, сім'я збирається разом. Мати та Тінджа полюють на Аллі. У кімнаті Тінджі починається боротьба: матір ранить істоту, також поранивши Тінджу. Тінджа намагається пояснити, що вона висиділа її, але мати все одно атакує знову, лише щоб зрозуміти, що замість цього вона вдарила Тінджу, яка стрибнула перед Аллі, щоб захистити її. Тінджа падає на Аллі й гине, її кров потрапляє в рот істоти й завершує її зміни. Аллі штовхає труп Тінджи вбік, її очі тепер повністю людські, а рот знову загоєний. Тоді вона прохрипує «мамо» і встає, дивлячись на неї вниз.

## Акторський склад
- Сіірі Солалінна — Тінджа/Аллі
- Софія Хейккіля — мати
- Яні Воланен — батько
- Рейно Нордін — Теро
- Ойва Олліла — Матіас
- Сайя Лентонен — тренер
- Іда Меяттенен — Реетта

## Виробництво

### Розвиток
Приблизно у 2018 році режисер Ганна Бергхольм почала підбір акторів. Кастинг на роль Тінджі був описаний як складний, оскільки це була вимоглива подвійна роль, оскільки акторка повинна була зобразити і Тінджу, і монстра Аллі.
Зйомки планувалося розпочати в липні 2019 року.

### Спецефекти
Істота була зображена аніматронною лялькою, створеною провідним дизайнером аніматроніки Густавом Гогеном та його командою. У міру розвитку монстра замість маріонетки його грають різні виконавці. Макіяж зі спецефектами розробив номінований на премію «Оскар» художник ефектів Конор О'Салліван.

## Випуск і маркетинг
У червні 2020 року IFC Midnight придбала права на розповсюдження. У планах було спочатку випустити фільм на великому міжнародному фестивалі в 2022 році, перш ніж випустити його в кінотеатрах і на платформах VOD. Прем'єра відбулася на кінофестивалі Sundance 2022 23 січня 2022 року.
У лютому 2021 року вийшов трейлер. Бред Міска з Bloody Disgusting прокоментував трейлер, порівнявши його з фільмом 1990 року «Знайомство з Епплгейтс» і написавши, що він «зручно займає перше місце в моєму списку обов'язкових для перегляду». Ерік Кон з IndieWire також згадав про фільм у своєму списку прогнозів на Канни 2021, написавши, що він «може сподобатися шанувальникам шведського фільму про монстрів „Кордон“, який отримав приз Особливий погляд у Каннах у 2018 році, — але з додатковою порцією коментарів про те, як багато хто з нас займаються власним життям у соціальних мережах».
Перед тим, як вийти на трансляцію 6 травня, фільм отримав обмежений прокат у кінотеатрах 29 квітня 2022 року. 

## Рецензії
На веб-сайті агрегатора рецензій Rotten Tomatoes 92 % із 123 відгуків критиків є позитивними із середнім рейтингом 7,20/10. Консенсус веб-сайту гласить: «Фільм-повідомлення з твердою оболонкою жахів, Вилуплення окунів між красою та огидою — і утверджує Ганну Берггольм як новий яскравий талант».